# Alianza Democrática de Singapur

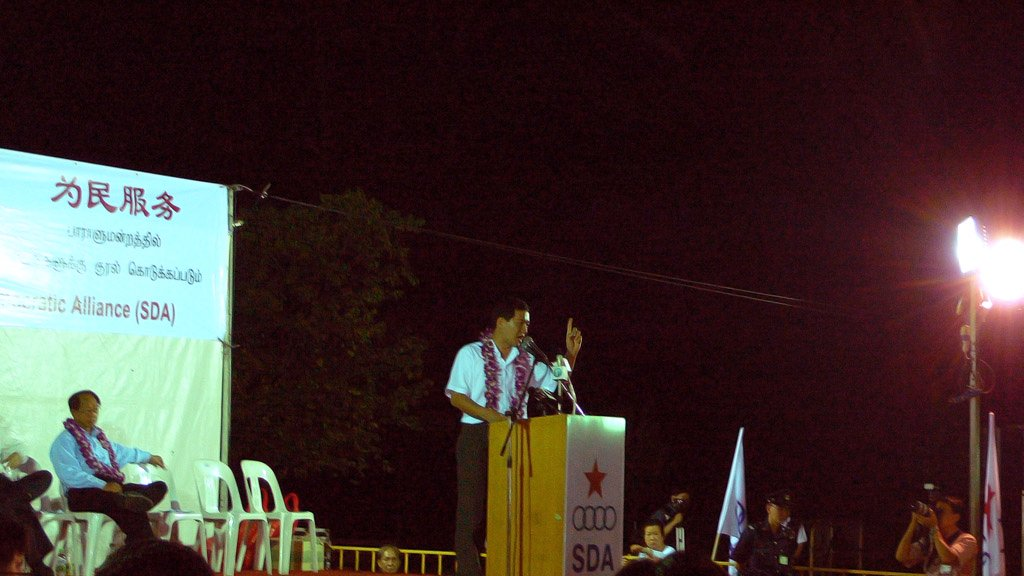
Acto de la Alianza Democrática de Singapur

La Alianza Democrática de Singapur (en inglés: Singapore Democratic Alliance; en chino: 新加坡 民主 联盟; pinyín: Xīn Jiā Pō Mín Zhǔ Lián Méng; en tamil: சிங்கப்பூர் ஜனநாயக கூட்டணி), abreviado como SDA, es una alianza electoral de Singapur compuesta por partidos opositores. Es encabezada por Desmond Lim, presidente del Partido de la Justicia de Singapur (SJP). Fue fundada el 28 de junio de 2001 con la intención de disputar las elecciones generales ese mismo año, bajo el liderazgo de Chiam See Tong, entonces líder de la Oposición y presidente del Partido Popular de Singapur (SPP). Fue un intento de establecer una coalición formal que incluyera a la mayor cantidad de opositores posibles al gobierno del Partido de Acción Popular (PAP).
Fundada inicialmente con un cierto empuje electoral, que le permitió ganar un escaño en 2001 y 2006, la Alianza colapsó después de que dos de sus componentes, el SPP y el Partido de la Solidaridad Nacional (NSP), se separaran, cayendo en la irrelevancia política. Actualmente está compuesta solo por el Partido de la Justicia de Singapur y la Organización Nacional Malaya de Singapur (PKMS). En las elecciones de 2020 disputó solo la circunscripción grupal de Pasir Ris-Punggol, obteniendo el 23,67% de los votos.